# Jean Nicolas Curély
Jean Nicolas Curély, né le 26 mai 1774 à Avillers-Sainte-Croix et mort le 19 novembre 1827 à Jaulny, est un général de brigade du Premier Empire.

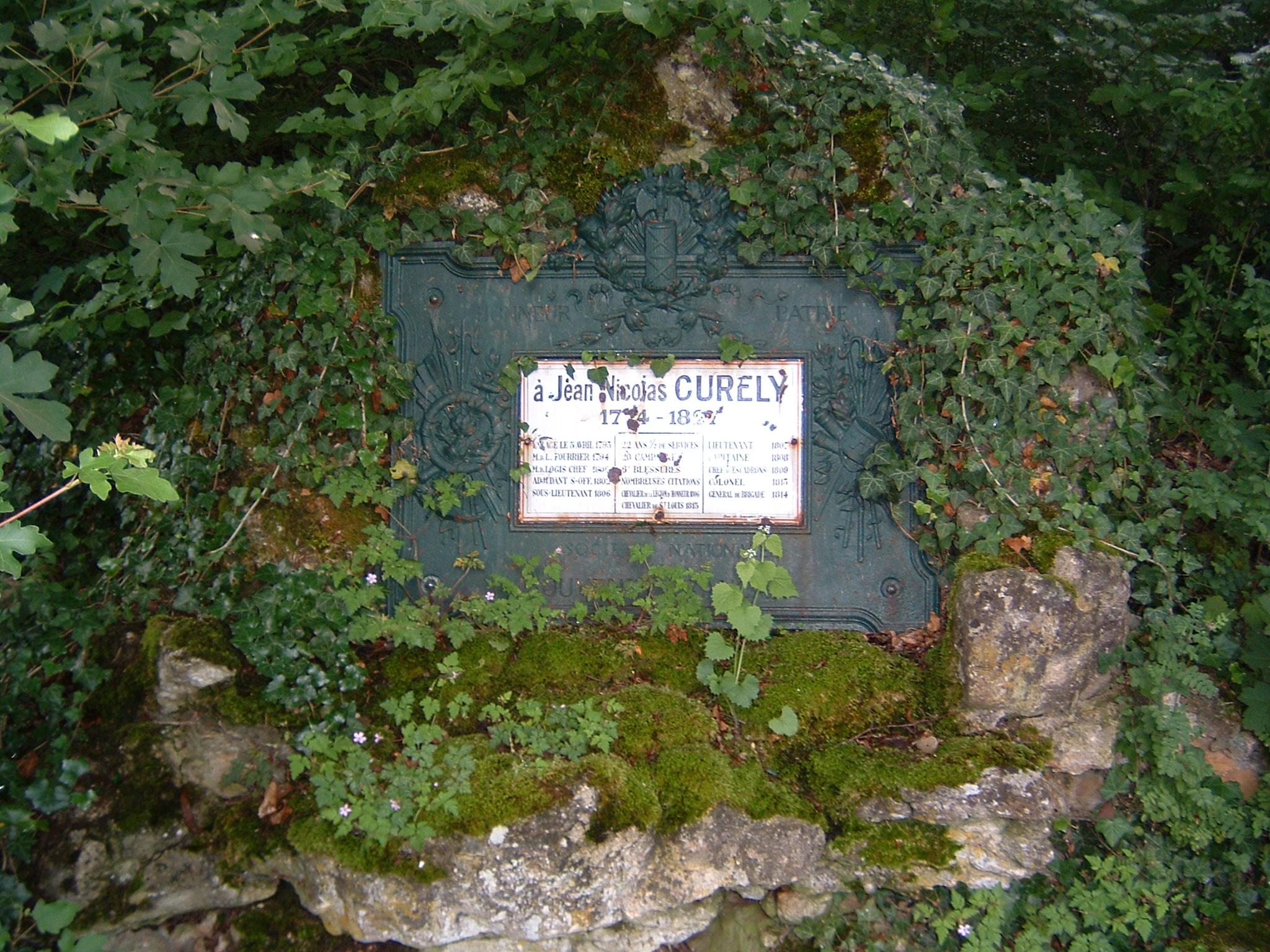
Tombe du général Curély à Jaulny, mur situé près du château.

## Biographie

### Ses origines
Jean Nicolas Curély est le fils d'un laboureur lorrain, il perd sa mère à l'âge de huit ans. Il rejoint le 8e régiment de hussards en tant qu'engagé volontaire le 5 août 1793.

### Les campagnes du Rhin et la campagne d'Autriche
Il sert avec bravoure, d'abord comme homme du rang puis comme sous-officier, lors des différentes campagnes qui ont lieu sur le Rhin entre 1794 et 1800. Après 12 ans de service il est officier subalterne. Lors de la campagne d'Autriche le 12 novembre 1805 il attaque et vainc près de Afflenz un régiment de cavalerie autrichien entier avec seulement 25 hommes. Ce brillant fait d'armes lui vaut une promotion au grade de sous-lieutenant au début de l'année suivante et une réputation d'homme prometteur.

### La Grande Armée
Les deux campagnes suivantes de la Grande Armée lui valent encore deux promotions et c'est en tant que capitaine au sein des hussards qu'il participe à la bataille de Wagram en 1809, où il réussit un coup d'éclat plus grand encore qu'à Afflenz. On lui confie des dépêches pour le vice-roi d'Italie et Curély, accompagné par 40 hommes, doit faire son chemin au travers des lignes autrichiennes, reconnaissable de tous, y compris de ses ennemis, passant très près du camp de base de l'archiduc Jean. Il finit néanmoins par accomplir sa mission en sureté. Ce type d'exploits, comparable à certains faits d'armes célèbres de la guerre de Sécession, est relativement rare dans les guerres européennes de cette époque. Il est récompensé de ce coup de maître par une promotion au grade de chef d'escadron avec lequel il combat pendant la guerre d'indépendance espagnole.

### La guerre d'Espagne
Lors de cette campagne, Jean Nicolas Curély se distingua lors d'un combat à Altafulla le 24 janvier 1812 où il achève la déroute des Espagnols. Cette charge de cavalerie des plus brillantes est menée avec son escadron et un escadron du 29e régiment de chasseurs à cheval contre plus de 400 cuirassiers et hussards ennemis dont un grand nombre sont tués. Une centaine de chevaux sont pris dans cet affrontement et une soixantaine d’Espagnols se rendent aux chasseurs que commande le chef d’escadron Curély. À la suite de cette belle charge de cavalerie l’ennemi, enfoncé sur tous les points, prend la fuite et est mis dans une telle déroute que la moitié des soldats espagnols jettent leurs armes au sol.

### La campagne de Russie
Il suit le 20e régiment de chasseurs à cheval en Russie, lequel arrive à Polotsk le 18 août 1812 et est rattaché au 6e corps de la Grande Armée sous les ordres de Laurent de Gouvion-Saint-Cyr. Durant la retraite de Russie il combat lors de seconde bataille de Polotsk le 18 octobre 1812. Il y commande deux escadrons de troupes légères à cheval, l'un tirée du 20e régiment de chasseurs à cheval et l'autre du 8e régiment de chevau-légers lanciers. Il a reçu l’ordre d’appuyer la droite de la 8e corps d’armée et marche contre l’ennemi, encaissant des charges disproportionnées par rapport aux forces qu’il commande. Il mérite par sa conduite les éloges flatteurs que le maréchal Gouvion-Saint-Cyr consigna dans son rapport au major-général de la Grande Armée Louis-Alexandre Berthier. Il est promu colonel le 9 août 1813.

### Campagne de France
Lors de la campagne de France, il se distingue particulièrement à la tête du 10e régiment de hussards, au cours de combats à Nesles-la-Montagne et à la bataille de Château-Thierry le 12 février 1814. Son rôle lors de cette bataille lui vaut d'être promu par l'Empereur au grade de général de brigade. Il combat encore avec distinction en plusieurs autres occasions au cours de cette campagne avec une brigade improvisée composée d'unités de cavalerie disparates et sut insuffler dans ses formations peu prometteuses un peu de son esprit audacieux, ses régiments se distinguant au cours de plusieurs combats. Le 21 mars 1814, lors de la Bataille d'Arcis-sur-Aube, la brigade sous son commandement secours avec le plus grand succès les grenadiers et les chasseurs à pied de la Garde impériale qui se trouvent entourés et chargés par des forces ennemis supérieures en nombre.

### Les Cent-Jours
Durant les Cent-Jours le général Curély se rallie à l'Empereur, un acte de loyauté dont il doit subir les conséquences par la suite.

### La Restauration
Au retour des Bourbons sur le trône de France, il est nommé maréchal de camp et décoré de l'ordre de Saint-Louis. Malgré cela les autorités se montrent suspicieuses envers ce général de cavalerie de la nouvelle génération, et il est placé sur la liste des officiers en retraite dès 1815. Il se retire dans son château à Jaulny avec sa famille (ce dernier est vendu comme bien national à la Révolution et Jean Nicolas Curély s'en porte acquéreur) et mène là bas une existence dans un retirement des plus morne, aggravé en 1824 lorsque son grade lui est retiré (on dit que cela accéléra son décès). Il meurt quelques années plus tard, en 1827.

### Conclusion
Le général Curély est arrivé jeune à un grade élevé, on pourrait être tenté de le classer avec d'autres généraux tels que Lasalle ou Montbrun mais sa carrière, qui commence plus tard que la leur, s'arrête avec la chute de Napoléon Ier. Son ami Antoine Fortuné de Brack le définit dans son ouvrage Avant-postes de cavalerie légère comme un incomparable meneur de cavalerie. Le général Curély laisse lui-même un modeste manuscrit derrière lui qui est publié plus tardivement dans le XIXe siècle.

## État des services
- Engagé volontaire dans le 8e régiment de hussards le 5 août 1793 ;
- Fourrier le 4 avril en 1794 ;
- Maréchal des logis-chef le 27 octobre 1800 ;
- Adjudant sous-officier le 17 juillet 1802 ;
- Sous-lieutenant le 8 janvier 1806 ;
- Lieutenant le 26 mars en 1807 ;
- Adjudant-major le 8 mai 1807 ;
- Capitaine, aide de camp du général Pierre David de Colbert-Chabanais le 19 avril 1809 ;
- Chef d’escadron le 21 septembre 1809, attaché au 20e régiment de chasseurs à cheval ;
- Colonel le 9 août 1813, commandant du 10e régiment de hussards ;
- Général de brigade le 12 février 1814, nommé par l’Empereur sur le champ de bataille de Château-Thierry.
- Maréchal de camp en 1815, mis en non-activité.

## Affectations
- De 1793-1796 : à l’armée de la Moselle.
- De 1796-1799 : à l’armée du Rhin et à l’Armée d'Helvétie.
- En 1800-1801 : à l’Armée d'Allemagne.
- En 1802-1803 : à l’armée des Côtes de l’Océan.
- En 1804-1805 : à l’Armée d'Allemagne.
- En 1806-1807 : en Prusse et en Pologne.
- En 1809 : en Autriche, à la Grande Armée.
- En 1811 jusqu’au 18 mars 1812 : à l’armée d’Espagne.
- En 1812 : en Russie, à la Grande Armée.
- En 1813 : en Saxe, à la Grande Armée.
- En 1814 : en France, commandant du 10e régiment de hussards.
- En 1815 : mis en non-activité.

## Décorations
- Chevalier de la Légion d'honneur (décret du 14 mai 1806).
- Ordre royal et militaire de Saint-Louis (1815).

## Autres informations
- Son nom est gravé sur la 9e colonne de l'arc de triomphe de l'Étoile.
- Une rue de la commune de Nesles-la-Montagne porte son nom.
- La tombe du général Curély est toujours visible à Jaulny, près du mur du château

## Sources